# Australian Open de 1972
O Australian Open de 1972 foi um torneio de tênis disputado nas quadras de grama do Kooyong Lawn Tennis Club, em Melbourne, na Austrália, entre 26 de dezembro de 1971 e 3 de janeiro de 1972. Corresponde à 4ª edição da era aberta e à 60ª de todos os tempos.

## Finais

### Profissional
| Categoria | Evento    | Campeã(s)(o/ões)                  | Vice-campeã(s)(o/ões)                  | Resultado     | Chave(s)  | Chave(s)       |
| --------- | --------- | --------------------------------- | -------------------------------------- | ------------- | --------- | -------------- |
| Simples   | Masculino | Ken Rosewall                      | Malcolm Anderson                       | 7–6, 6–3, 7–5 | principal | qualificatório |
| Simples   | Feminino  | Virginia Wade                     | Evonne Goolagong Cawley                | 6–4, 6–4      | principal | qualificatório |
| Duplas    | Masculino | Owen Davidson Ken Rosewall        | Ross Case Geoff Masters                | 3–6, 7–6, 6–2 | principal | principal      |
| Duplas    | Feminino  | Helen Gourlay Cawley Kerry Harris | Patricia Coleman Gregg Karen Krantzcke | 6–0, 6–4      | principal | principal      |

### Juvenil
| Categoria | Evento    | Campeã(s)(o/ões)           | Vice-campeã(s)(o/ões) | Resultado | Chave(s)  | Chave(s)       |
| --------- | --------- | -------------------------- | --------------------- | --------- | --------- | -------------- |
| Simples   | Masculino | Paul Kronk                 |                       |           | principal | qualificatório |
| Simples   | Feminino  | Pat Coleman                |                       |           | principal | qualificatório |
| Duplas    | Masculino | William Durham Steve Myers |                       |           | principal | principal      |
| Duplas    | Feminino  | Saly Irvine Pam Whytcross  |                       |           | principal | principal      |